# Wollaston (Northamptonshire)
Wollaston es un pueblo y una parroquia civil del distrito de Wellingborough, en el condado de Northamptonshire (Inglaterra).

## Demografía
Según el censo de 2001, Wollaston tenía 3038 habitantes (1487 varones y 1551 mujeres). 559 de ellos (18,4%) eran menores de 16 años, 2255 (74,23%) tenían entre 16 y 74, y 224 (7,37%) eran mayores de 74. La media de edad era de 40,08 años. De los 2479 habitantes de 16 o más años, 553 (22,31%) estaban solteros, 1516 (61,15%) casados, y 410 (16,54%) divorciados o viudos. 1646 habitantes eran económicamente activos, 1595 de ellos (96,9%) empleados y 51 (3,1%) desempleados. Había 23 hogares sin ocupar y 1289 con residentes.
| 761                         | 849 | 991 | 973 | 1120 | 1261 | - | - | 1510 | 1905 | 2308 | 2449 | 2339 | 2345 | - | 2069 | 2014 |
| (Fuente: Vision of Britain) |     |     |     |      |      |   |   |      |      |      |      |      |      |   |      |      |